# Poecilomallus palpalis
Poecilomallus palpalis är en skalbaggsart som beskrevs av Bates 1892. Poecilomallus palpalis ingår i släktet Poecilomallus och familjen långhorningar.
Artens utbredningsområde är Guatemala. Inga underarter finns listade i Catalogue of Life.